# 园田新
园田新（日语：／ Sonoda Arata，1994年7月5日—），滋贺县出身，日本男子摔跤运动员，主攻古典式。他曾代表日本参加2018年亚洲运动会摔跤比赛，获得男子古典式130公斤级铜牌。